# Pfarrhaus (Kastl)

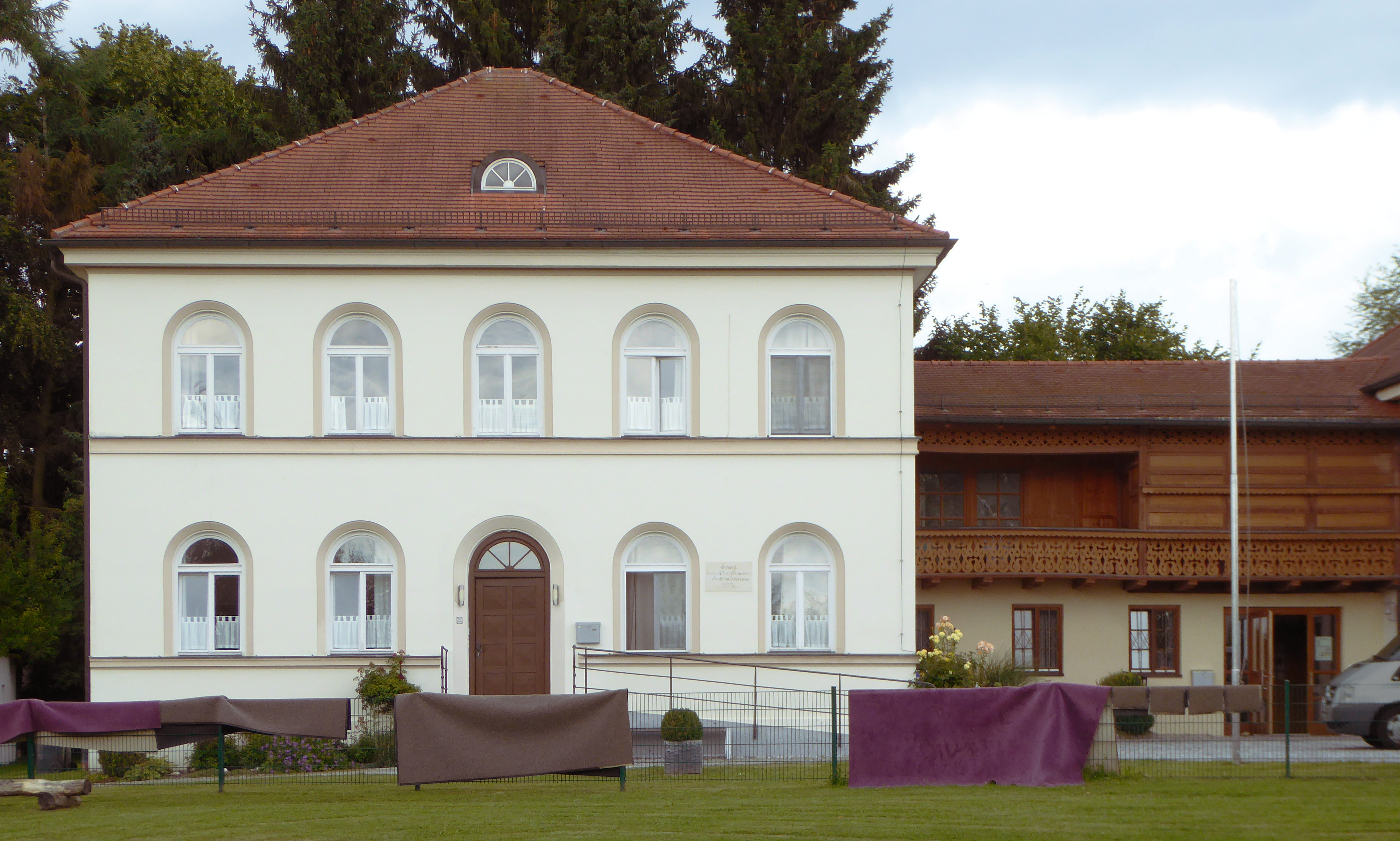
Pfarrhaus in Kastl

Das Pfarrhaus in Kastl, einer Gemeinde im oberbayerischen Landkreis Altötting in Bayern, wurde 1839 errichtet. Das Pfarrhaus an der Schulstraße 2 ist ein geschütztes Baudenkmal.
Der klassizistische Walmdachbau mit Gurtgesims und Rundbogenfenstern besitzt einen östlichen Anbau mit filigranen Laubsägearbeiten aus dem späten 19. Jahrhundert.